# アントン・ウルリヒ (ザクセン＝マイニンゲン公)
アントン・ウルリヒ（ドイツ語：Anton Ulrich, 1687年10月22日 - 1763年1月27日）は、ザクセン＝マイニンゲン公（在位：1746年 - 1763年）。

## 生涯
アントン・ウルリヒはザクセン＝マイニンゲン公ベルンハルト1世とその2番目の妃エリーザベト・エレオノーレ・フォン・ブラウンシュヴァイク＝ヴォルフェンビュッテルの次男として生まれた。
1706年に父ベルンハルト1世が死去した際、ベルンハルト1世の遺言に従えば公国は相続人の間で分割されることはなかった。しかし長子相続制を採用していなかったため、その3人の息子（アントン・ウルリヒと異母兄であるエルンスト・ルートヴィヒ1世およびフリードリヒ・ヴィルヘルム）が共同統治することとなった。この結果、兄エルンスト・ルートヴィヒ1世とアントン・ウルリヒは、エルンスト・ルートヴィヒ1世が1724年に死去するまで対立が続いた。しかし混乱は続き、兄フリードリヒ・ヴィルヘルムとアントン・ウルリヒは相反する法令を発令した。
アントン・ウルリヒは、1711年にオランダで密かに貴賤結婚し、アムステルダムに居を構えていた。アントン・ウルリヒの母方の叔母は神聖ローマ皇帝カール6世の妃であったため、アントン・ウルリヒは自身の子供たちに相続権を与えようとした。しかしカール6世が死去した後、カール7世の時代にアントン・ウルリヒの10人の子供たちは、1744年に継承権を剥奪されたことが明らかとなった。1746年、兄フリードリヒ・ヴィルヘルム1世が亡くなり、アントン・ウルリヒが唯一のザクセン＝マイニンゲン公となった。ヴァイマル家およびゴータ家は、すでにアントン・ウルリヒ死後のザクセン＝マイニンゲンの分割について話し合っていたが、アントン・ウルリヒは再婚しさらに8子をもうけ、それらの子女は継承権を保持することとなった。
アントン・ウルリヒは公国を継承した直後にマイニンゲンを去り、フランクフルトに公邸を構え、1763年1月27日に同地で死去した。

## 結婚と子女
1711年1月、アントン・ウルリヒは姉エリーザベト・エルネスティーネの侍女フィリピーネ・エリーザベト・シーザーと秘密結婚した。この結婚は貴賤結婚とみなされたが、フィリピーネ・エリーザベトは侯夫人（Fürstin）の地位を与えられ、生まれた10人の子女も侯（Fürst）または侯夫人（Fürstin）の地位を与えられた。
- フィリピーネ・アントイネッテ（1712年8月1日 - 1785年1月21日）
- フィリピーネ・エリーザベト（1713年9月10日 - 1781年3月18日）
- フィリピーネ・ルイーゼ（1714年10月10日 - 1771年10月25日）
- フィリピーネ・ヴィルヘルミーネ（1715年10月11日 - 1718年）
- ベルンハルト・エルンスト（1716年12月14日 - 1778年6月14日）
- アントニー・アウグスタ（1717年12月29日 - 1768年9月19日）
- ゾフィー・ヴィルヘルミーネ（1719年2月23日 - 1723年11月24日）
- カール・ルートヴィヒ（1721年10月30日 - 1727年5月）
- クリスティーネ・フリーデリーケ（1723年12月13日 - 1723年12月）
- フリードリヒ・フェルディナント（1725年3月12日 - 1725年6月17日）

1750年9月26日にバート・ホムブルク・フォア・デア・ヘーエにおいて、43歳若いエリーザベト・エレオノーレ・フォン・ブラウンシュヴァイク＝ヴォルフェンビュッテルと結婚した。2人の間には8子が生まれた。
- マリー・シャルロッテ（1751年9月11日 - 1827年4月25日） - 1769年3月21日にザクセン＝ゴータ＝アルテンブルク公エルンスト2世と結婚
- ヴィルヘルミーネ・ルイーゼ（1752年8月6日 - 1805年6月3日） - 1781年10月18日にヘッセン＝フィリップスタール＝バルヒフェルト方伯アドルフと結婚
- エリーザベト・ゾフィー（1753年9月11日 - 1754年2月3日）
- カール・ヴィルヘルム（1754年11月19日 - 1782年7月21日） - ザクセン＝マイニンゲン公
- フリードリヒ・フランツ（1756年3月16日 - 1761年3月25日）
- フリードリヒ・ヴィルヘルム（1757年5月18日 - 1758年4月13日）
- ゲオルク1世（1761年2月4日 - 1803年12月24日） - ザクセン＝マイニンゲン公
- アマーリエ・アウグステ（1762年3月4日 - 1798年5月28日） - 1783年2月10日にカロラート＝ボイテン侯カール・エルトマンと結婚